# 1836 في الولايات المتحدة
فيما يلي قوائم الأحداث التي وقعت خلال عام 1836 في الولايات المتحدة.

## أحداث

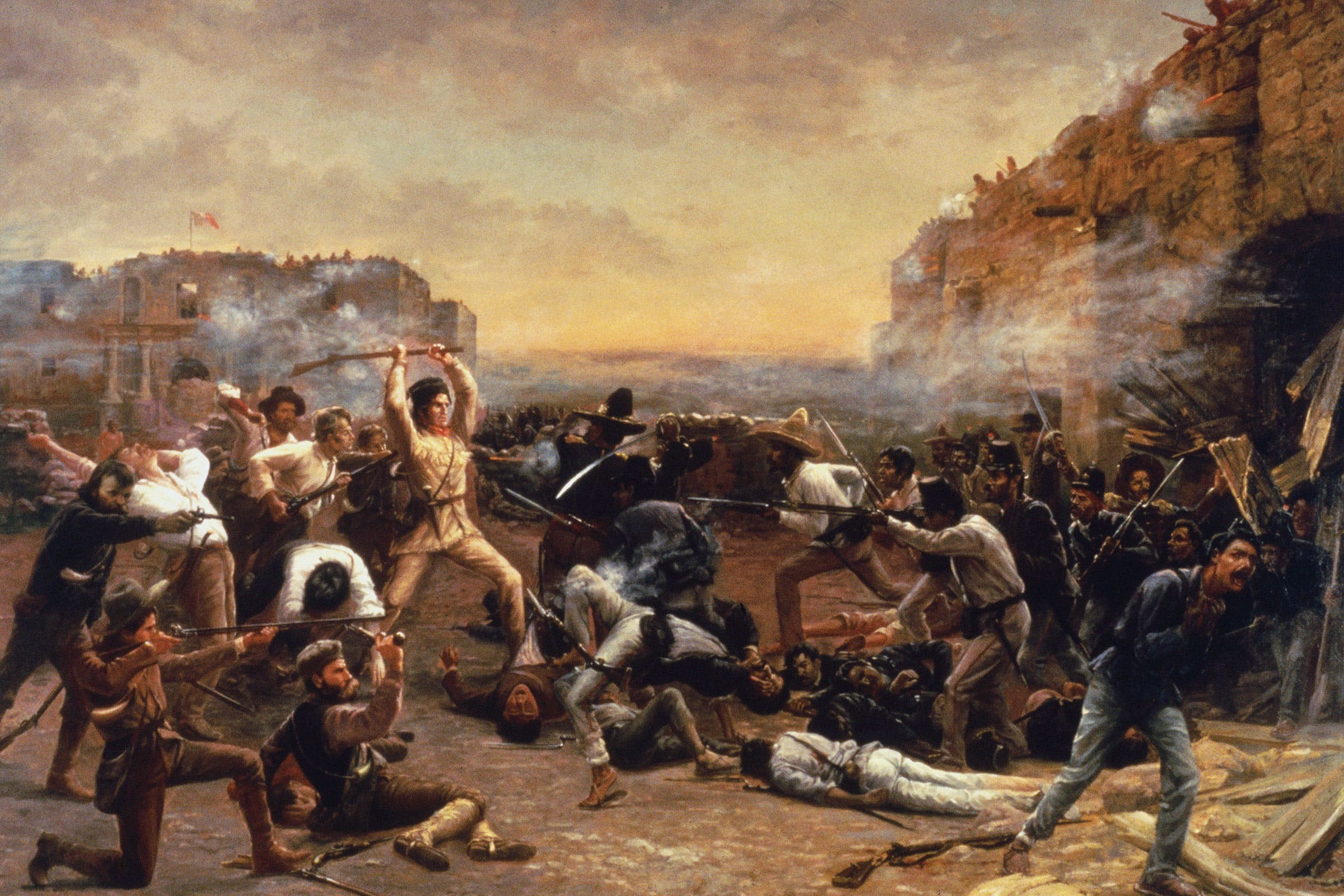
معركة ألامو من 23 فبراير - 6 مارس

- 23 فبراير – معركة إل آلامو

## سياسة

### تعيين في المنصب
- 13 يناير – إدوارد إيفرت حاكم ماساتشوستس [الإنجليزية]‏.
- 15 مارس – روجر بروك تاني رئيس المحكمة العليا للولايات المتحدة.
- 11 يوليو – تشارلز بولك حاكم ولاية ديلاوير [الإنجليزية]‏.
- 13 سبتمبر – جيمس سيفير كونواي حاكم أركنساس  [لغات أخرى]‏.
- 3 نوفمبر – فليمون ديكرسون حاكم نيو جيرسي [الإنجليزية]‏.
- 31 ديسمبر – إدوارد بيشوب دادلي حاكم كارولينا الشمالية [الإنجليزية]‏.

### انتهاء فترة المنصب
- 29 فبراير – جون تايلر عضو مجلس الشيوخ الأمريكي.
- 4 أكتوبر – لويس كاس وزير حرب الولايات المتحدة.
- 3 نوفمبر – فليمون ديكرسون عضو مجلس النواب الأمريكي.

## كتب
من الكتب التي صدرت هذه السنة في الولايات المتحدة:
- 1 يناير – عناصر القانون الدولي من تأليف Henry Wheaton [الإنجليزية]‏.

## مواليد

### يناير
- 6 يناير – ترومان هنري سافورد عالم فلك أمريكي.[1]
- 10 يناير – تشارلز إنغلز[2]
- 21 يناير – توماس ماك آرثر أندرسون عسكري من الولايات المتحدة الأمريكية.[3]

### فبراير
- 24 فبراير – وينسلو هومر رسام أمريكي.[4]

### مارس
- 2 مارس – جون دبليو فوستر سياسي أمريكي.[5]
- 2 مارس – هنري بيلينجز براون قاضي أمريكي.[6]
- 28 مارس – أوستين فلينت عالم وظائف أعضاء من الولايات المتحدة الأمريكية.[7]

### أبريل
- 28 أبريل – روبرت مورفي مايو سياسي أمريكي.[8][8]

### مايو
- 28 أبريل – روبرت مورفي مايو سياسي أمريكي.[8][8]

### يونيو
- 15 يونيو – جورج ليرد شوب سياسي أمريكي.[9]
- 16 يونيو – ويسلي ميريت سياسي أمريكي.
- 28 يونيو – ليمان جاي غيج مصرفي من الولايات المتحدة الأمريكية.[10]

### أغسطس
- 3 أغسطس – جرين فرديمان بلاك[11]
- 25 أغسطس – بريت هارت مؤلف وشاعر أمريكي.[12]

### سبتمبر
- 10 سبتمبر – جوزيف ويلر سياسي أمريكي.[13]

### أكتوبر
- 26 أكتوبر – توماس اندرو أوزبورن سياسي أمريكي.[14]

### نوفمبر
- 11 نوفمبر – توماس بايلي ألدريش[15]

## وفيات

### مارس
- 6 مارس – جيمس باوي (مواليد 1796)[16]
- 6 مارس – ديفي كروكيت (مواليد 1786) سياسي أمريكي.[17]
- 6 مارس – وليام ترافيس (مواليد 1809) عسكري من الولايات المتحدة الأمريكية.[18]

### مايو
- 23 مايو – إدوارد ليفينغستون (مواليد 1764) سياسي أمريكي.[19]
- 25 مايو – ناثانييل بيتجر (مواليد 1777) سياسي أمريكي.[20]

### يونيو
- 28 يونيو – جيمس ماديسون (مواليد 1751) سياسي أمريكي.[21]

### سبتمبر
- 14 سبتمبر – آرون بور (مواليد 1756) سياسي أمريكي.[22]

### ديسمبر
- 19 ديسمبر – إميلي دونلسون (مواليد 1807) سياسية من الولايات المتحدة الأمريكية.[23]